# Paris Paloma

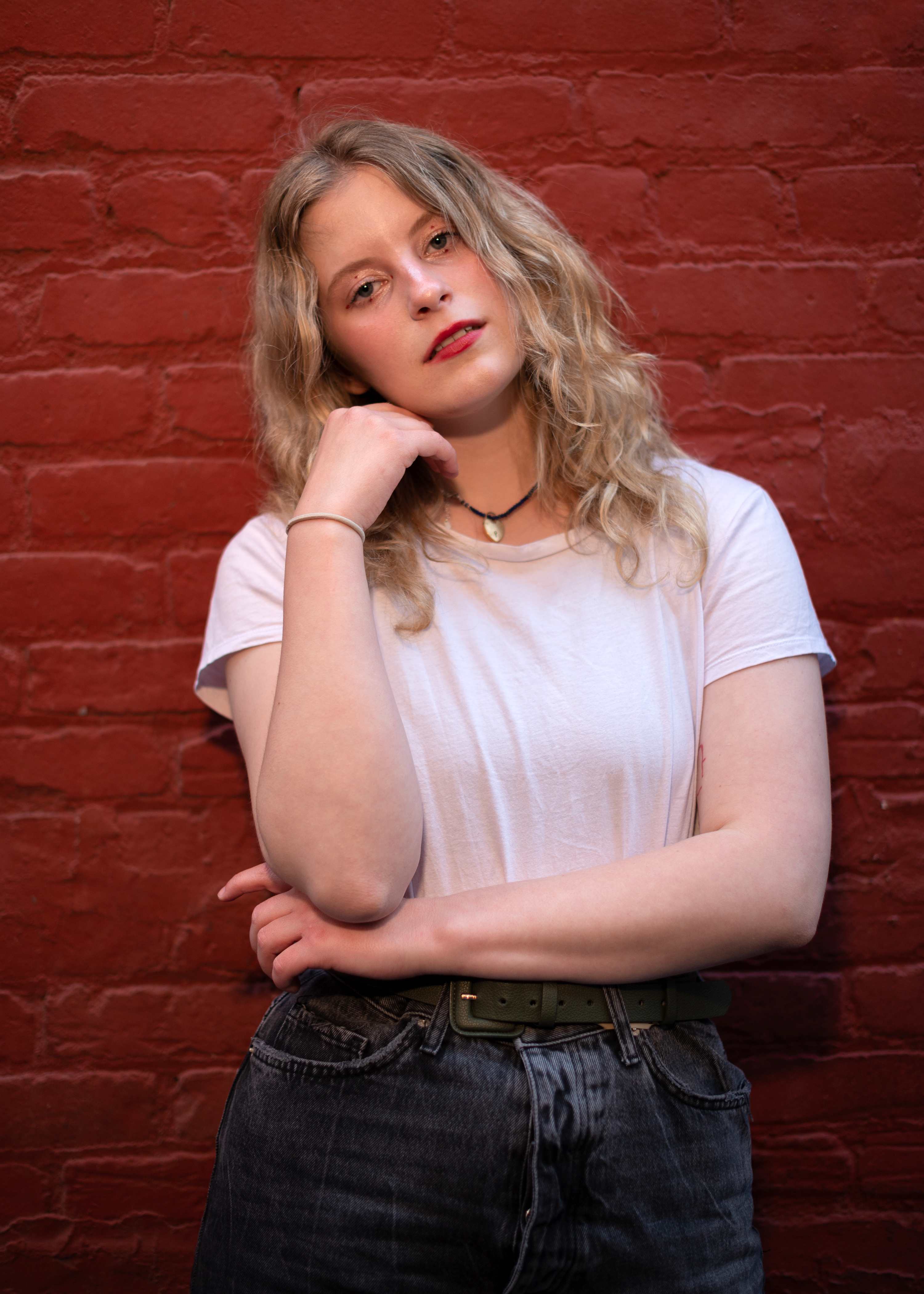
Paris Paloma (2023)

Paris Paloma (* 17. November 1999) ist eine englische Singer-Songwriterin und Gitarristin. Sie wurde vor allem bekannt mit ihrer Single Labour (2023). Ihr Debütalbum Cacophony erschien 2024.

## Leben
Paris Paloma wuchs in Ashbourne, Derbyshire auf und besuchte das Mädcheninternat Cheltenham Ladies' College. Sie studierte Kunstgeschichte an der Goldsmiths, University of London. Sie schloss ihr Studium 2022 mit einem Bachelor of Fine Arts ab.

## Karriere
Paris Paloma traf ihren ersten Produzenten – Harry Charlton – im März 2020. Mit ihm entwickelte sie ihre Debütsingle Narcissus, sowie die Lieder Ocean Baby, Cradle und Underneath. Während des Corona-Lockdowns nahm sie am Hybrid Tribe Programm teil und wurde von David Fernandez (High Plateau Productions) entdeckt. Sie veröffentlichte daraufhin 2021 ihre erste EP mit dem Titel cemetries and socials. Es folgten weitere Singles wie The Fruits und It's Called: Freefall. Ihr Cover von "Tell It To My Heart" wurde von Hozier auf seinen Social-Media-Kanälen geteilt und trug zu ihrer Bekanntheit bei. Infolgedessen unterzeichnete sie 2022 einen Vertrag mit Nettwerk. Sie begann Singles mit dem Label zu veröffentlichen, zum Beispiel Forsaken und Notre Dame.
Im März 2023 folgte ihr Durchbruch mit der Single "Labour", welche als feministische Hymne beschrieben wurde. Das Lied erreichte innerhalb von 24 Stunden 1 Millionen Streams auf Spotify und 1 Millionen Aufrufe auf YouTube. Ein viraler TikTok-Trend startete, in dem Frauen den Song mit ihren eigenen Sexismus-Erfahrungen verbanden. "Labour" wurde Paris' erste Single in den britischen und US-amerikanischen Charts.
Im Februar 2024 begleitete Paris Paloma Maisie Peters auf ihrer Europa-Tour als Vorband. Danach ging sie im Vereinigten Königreich und den Vereinigten Staaten selbst auf Tour. Sie trat auch auf der BBC Introducing stage auf dem Glastonbury Music Festival 2024 auf und wurde von BBC Radio 1 als "Future Artist" bezeichnet".
Im August 2024 veröffentlichte Paris ihr Debüt-Album Cacophony. Im September startete ihre Tour in Europa. Für den The Lord of the Rings: The War of the Rohirrim Soundtrack nahm sie das Lied "The Rider" auf, welches von David Long komponiert wurde. Im März 2025 tourte sie erneut in den USA.

## Stil
Als Jugendliche war sie Fan von Ed Sheeran, dessen Debüt-Album + (2011) inspirierte sie dazu Gitarre spielen zu wollen. Später entdeckte sie Florence + The Machine und Hozier, die sie vor allem wegen ihrer Art Geschichten in ihren Liedern zu erzählen mochte. Nach eigener Aussage beeinflussten die beiden sie "massiv".
In ihren Texten bezieht sich Paris Paloma oft auf Literatur, Mythologie und Kunst. Ihre Debüt-Single Narcissus wurde vom namensgebenden griechischen Mythos inspiriert. Ihr Lied the last beautiful thing i saw is the thing that blinded me bezieht sich auf Daphne du Maurier's "Rebecca" und das Lied Labour wurde stark von Madeline Miller's Buch "Circe" inspiriert.

## Diskografie

### Alben
- Cacophony (2024)

### EPs
- Cemeteries and Socials (2021)
- Paris Paloma (Audiotree Live) (2024)

### Singles
- Narcissus (2020)
- Ocean Baby (2020)
- Underneath (2021)
- Cradle (2021)
- The Last Beautiful Thing I Saw Is The Thing That Blinded Me (2021) (feat. Bailey Pickles und Beth B)
- Village Song (2021)
- Lily Rice (2021)
- What Have I Done? (2021)
- The Fruits (2022)
- It’s Called: Freefall (2022)
- Forsaken (2022)
- Notre Dame (2023)
- Labour (2023, US: Platin)
- Yeti (feat. Old Sea Brigade)
- As Good a Reason (2023)
- Drywall (2023)
- My Mind (Now) (2024)
- Boys, Bugs and Men (2024)
- The Warmth (2024)

## Auszeichnungen für Musikverkäufe
| Goldene Schallplatte - Neuseeland - 2024: für die Single Labour | Platin-Schallplatte - Kanada - 2024: für die Single Labour |

Anmerkung: Auszeichnungen in Ländern aus den Charttabellen bzw. Chartboxen sind in ebendiesen zu finden.
| Land/RegionAuszeichnungen für Musikverkäufe (Land/Region, Auszeichnungen, Verkäufe, Quellen) | Gold     | Platin     | Verkäufe  | Quellen          |
| -------------------------------------------------------------------------------------------- | -------- | ---------- | --------- | ---------------- |
| Kanada (MC)                                                                                  | —        | Platin1    | 80.000    | musiccanada.com  |
| Neuseeland (RMNZ)                                                                            | Gold1    | —          | 15.000    | radioscope.co.nz |
| Vereinigte Staaten (RIAA)                                                                    | —        | Platin1    | 1.000.000 | riaa.com         |
| Vereinigtes Königreich (BPI)                                                                 | Gold1    | —          | 400.000   | bpi.co.uk        |
| Insgesamt                                                                                    | 2× Gold2 | 2× Platin2 |           |                  |